# Tempio maggiore di Satu Mare

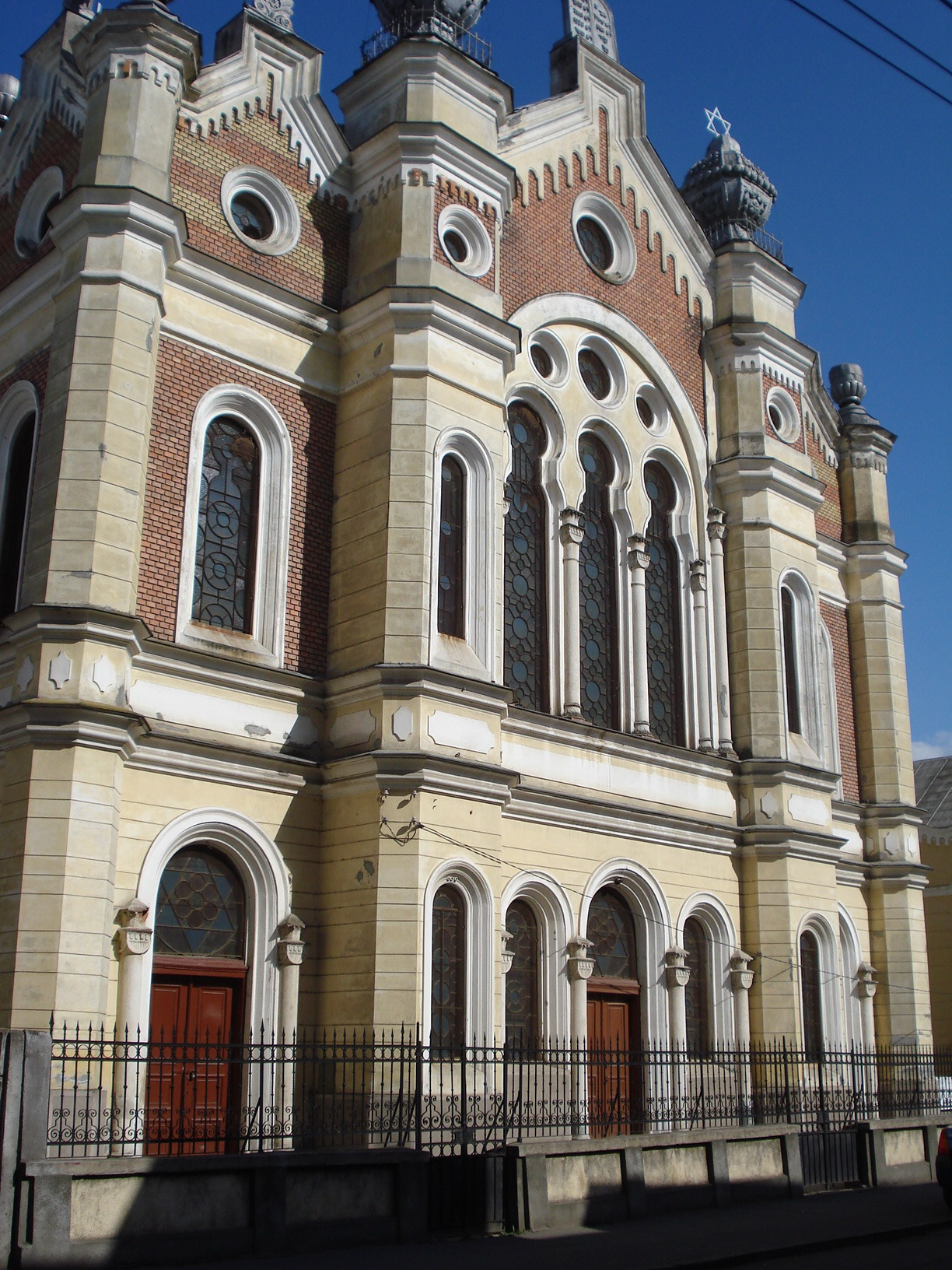
La facciata neomoresca del Tempio

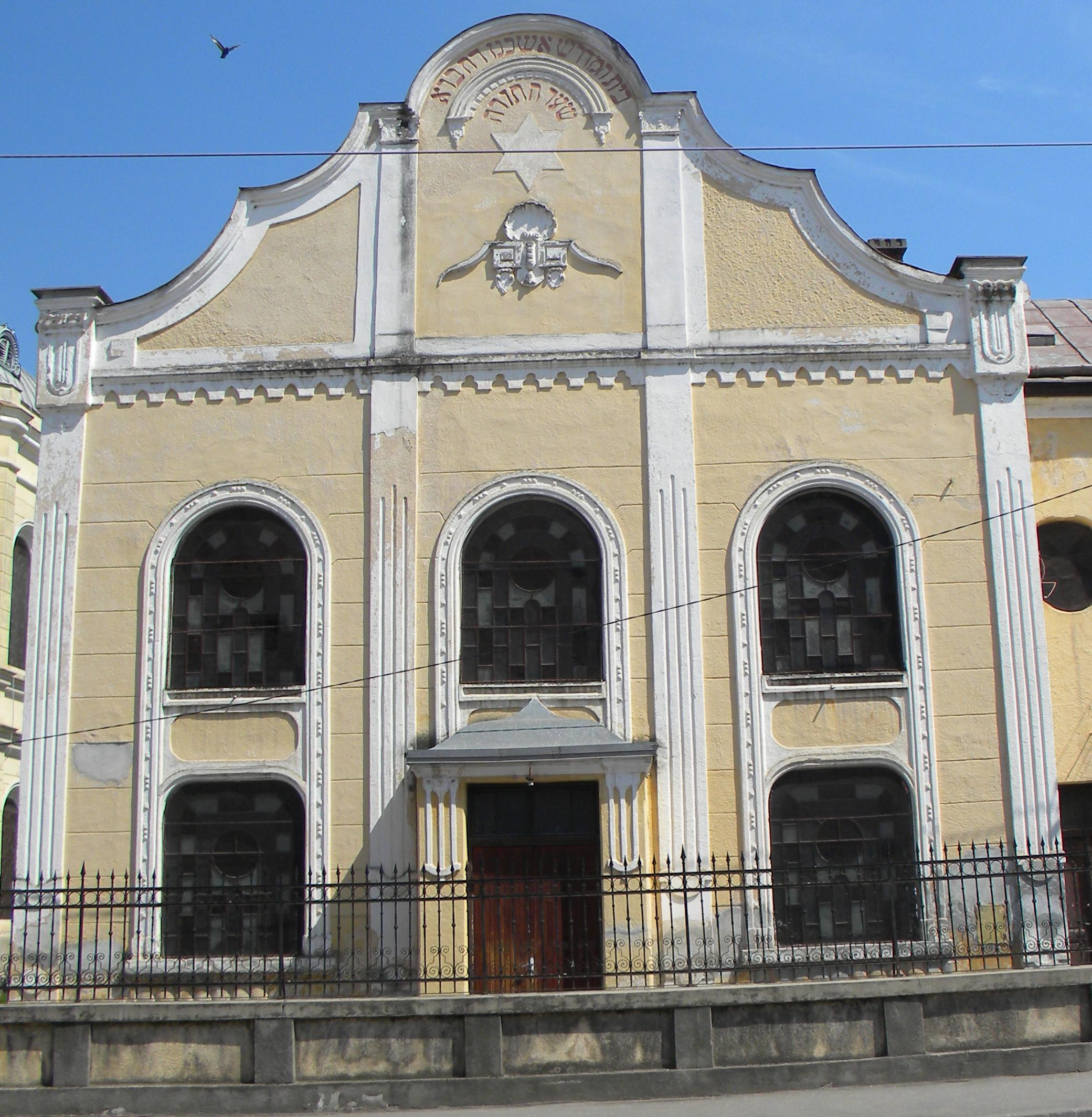
La facciata neobarocca dell'oratorio

La sinagoga di Șimleu Silvaniei, costruita nel 1892 in stile neomoresco, è situata a Satu Mare in Romania. Non più usata per il culto, è preservata come monumento nazionale e occasionalmente aperta per concerti e eventi culturali.

## Storia
Nell'Ottocento e inizio Novecento, Satu Mare era sede di una larga comunità ebraica.
L'architetto ungherese Bach Nándor (1842-1905) disegnò un edificio monumentale in stile neomoresco, seconda una moda allora diffusa nella costruzione delle sinagoghe del tempo. La facciata tripartita riproduce la struttura del vasto interno a tre navate. La sala di preghiera ha una capacità di oltre 800 posti. Come tradizionale nelle sinagoghe ortodosse sefardite il leggio era collocato al centro della sala.
Accanto al Tempio fu costruita nel 1927 un'altra piccola sinagoga, questa volta in stile neo-barocco, capace di 300 posti. Il Tempio maggiore era divenuto troppo piccolo per ospitare l'intera comunità; nel periodo immediatamente precedente alla seconda guerra mondiale gli ebrei in città saranno 13.000, quasi il 25% dell'intera popolazione.
L'Olocausto colpì molto duramente la comunità ebraica di Satu Mare con le deportazioni del maggio-giugno 1944. Pochi fecero ritorno, ma nel dopoguerra molti ebrei affluirono a Satu Mare da altri centri. Nel 1950 ancora 7500 ebrei risiedevano in città. Quando per gli ebrei locali si aprì la via dell'emigrazione negli Stati Uniti o in Israele, il crollo demografico fu rapidissimo. Nel 1992 solo una cinquantina di ebrei risultavano vivere a Satu Mare.
Dal 2004 il Tempio maggiore è ufficialmente inserito tra i monumenti storici della regione. Non più usato per il culto è stato riaperto, dopo decenni di chiusura, ad ospitare concerti ed eventi culturali. Il piccolo oratorio è invece ancora attivo per le necessità religiose della piccola comunità ebraica ortodossa locale.
Nel 2004 un monumento memoriale dell'Olocausto fu costruito nel cortiletto tra le due sinagoghe, con un'iscrizione in quattro lingue (rumeno, ungherese, ebraico e inglese) che recita: "Da Satu Mare e dalle zone circostanti nel maggio-giugno 1944 per ordine del governo fascista ungherese, oltre 18.000 ebrei furono deportati nel campo di sterminio di Auschwitz-Birkenau. La maggior parte di esse fu uccisa. La loro memoria sia benedetta per sempre!". Dal 2005 una lapide sulla parete della sinagoga ricorda i nomi delle vittime dei campi di sterminio.